# Grupo Casas Bahia
Grupo Casas Bahia (anteriormente Via Varejo S.A. e Via S.A.) (B3: 6505, BHIA3) é uma empresa de comércio varejista brasileira fundada em 2010, responsável pelas redes de lojas das bandeiras Casas Bahia e Pontofrio e das suas respectivas lojas virtuais, da fabricante de móveis Bartira, além de ser a administradora do site de e-commerce Extra.com.br.
No final de abril de 2021 a empresa muda seu nome de Via Varejo para Via, sinalizando que passaria a ampliar ainda mais a sua atuação para além do varejo. Em 2023, passa a se chamar Grupo Casas Bahia.
A empresa está presente em mais de 5.000 municípios brasileiros, 24 estados e no Distrito Federal, com mais de 1 100 lojas, 29 CDs e 40 mil colaboradores. A sede administrativa da companhia está localizada na cidade de São Paulo (SP), e posiciona-se como uma das maiores varejistas de eletroeletrônicos do mundo.
Em 2022, ocupou o quarto lugar entre os maiores varejistas do Brasil, de acordo com o Ranking IBEVAR.

## História
Em dezembro de 2009, o Grupo Pão de Açúcar (GPA) adquiriu a Casas Bahia e transferiu sua unidade de varejo para a Globex Utilidades S.A., empresa dona do Pontofrio que foi comprada em junho do mesmo ano.
A companhia operava o varejo online através de sua subsidiária Nova Pontocom, uma empresa de comércio eletrônico que foi criada em 2010 após a fusão das operações online da Casas Bahia, Pontofrio, e Extra, uma rede de hipermercados pertencente ao Grupo Pão de Açúcar. A Nova Pontocom tinha na época 18% de participação no mercado de varejo online brasileiro.
No começo de 2012, a Globex Utilidades oficialmente trocou a razão social para Via Varejo, e assumiu a nova identidade corporativa que traz em si as cores do Brasil.
Em maio de 2013, foi anunciado que família Klein estava planejando vender por cerca de 2 bilhões de reais (16%) parte de sua participação na empresas através de um IPO. 553,7 milhões de ações ordinárias da participação da família começaram a serem negociadas em 16 de dezembro de 2013. A Via Varejo levantou 2,845 bilhões de reais através da oferta pública de ações. Três quartos do valor arrecadado foram para a família Klein, enquanto o restante foi para o GPA. A propriedade da empresa foi mudada para o GPA com 43,3%, a família Klein com 27,3%, e acionistas minoritários com 29,3%.
Em outubro de 2013, foi anunciado que a Via Varejo adquiriria a parcela restante de 75% da Bartira, um fornecedor exclusivo de móveis para a Casas Bahia e Pontofrio, fundado por Samuel Klein em 1962.
Em junho de 2014, a Cnova, uma empresa global de comércio eletrônico com um total de volume de mercadoria bruta de 4,9 bilhões de dólares, foi criada através de uma joint venture entre Casino, GPA, Via Varejo e Grupo Éxito. A Cnova inicialmente teve participação direta de 46,5% pelo Casino (incluindo sua subsidiária Grupo Éxito) e 53,5% indiretamente pelo GPA, Via Varejo e certos acionistas fundadores da Nova Pontocom.
Em junho de 2019, o conselho de administração do Grupo Pão de Açúcar (GPA) anunciou que aprovou a venda de todas as ações detidas pela companhia na Via Varejo, dona das Casas Bahia e Ponto Frio, em leilão na B3, pelo preço mínimo de R$ 4,75 por ação.
O empresário Michael Klein, em conjunto com outros investidores, efetuou a ordem de compra para aquisição de todas as ações da Via Varejo detidas pelo GPA e acabou nomeado presidente do Conselho de Administração, logo depois de se tornar o maior acionista de referência da companhia, em 14 de junho de 2019, durante leilão de venda de ações, realizado na B3, em São Paulo.
Em 2023, a Via anunciou ao mercado sua nova diretoria executiva, formada por um time de especialistas do mercado e trouxe nomes como Roberto Fulcherberguer, que assumiu a presidência da companhia. Atualmente, já sob novo CEO, Renato Franklin, a companhia prepara um plano de transformação para 2025. Acompanhando as mudanças frente à crise, foi comunicada a alteração do nome da empresa para Grupo Casas Bahia.

## Operações
A Via Varejo assumiu, em 2016, o controle das operações da Cnova Brasil, e desde então a empresa é a proprietária e operadora das seguintes lojas: Extra.com.br, Casasbahia.com.br e Pontofrio.com.
Em agosto de 2017, a empresa tinha 966 lojas no Brasil, distribuídas sobre as bandeiras Casas Bahia, com 749 lojas e Ponto, com 217 lojas. O estado com o maior número de lojas da Casas Bahia e do Ponto é São Paulo, com 324 e 58 lojas respectivamente.
Para dar suporte à demanda de lojas e clientes, a empresa mantém uma rede de logística, com 29 centros de distribuição e entrepostos localizados em regiões estratégicas do país, com área de armazenagem superior a 10 milhões de m³. Toda esta infraestrutura suporta uma média mensal de 1 milhão de entregas, realizadas por uma frota superior a 3 mil equipamentos, entre próprios e terceirizados.
Ainda em junho de 2019, foi lançado o banQi, o banco digital da Via, que tem as lojas da Casas Bahia como ponto físico para operações. Com o banQi, o carnê da Casas Bahia passa a estar disponível no app.
Em seu marketplace, a Via possui mais de de 158 mil sellers e comercializa em seus sites mais de 71 milhões de itens entre marketplace e produtos de estoque próprio.